# Linje 4 (Göteborgs spårvägar)
Linje 4 är en spårvagnslinje i Göteborg som har sitt ursprung i de första elektriska spårvagnslinjern som öppnades 1902.

## Linjehistorik[1]
Den gröna linjen var en av de tre första elektriska spårvägslinjerna som 1902 öppnade i Göteborg. Under perioden oktober till december 1902 öppnades sträckan Majorna - Getebergsäng i etapper.
- 1907 infördes linjenummer och den gröna linjen fick nummer 4.
- 1916 Förlängd i Majorna till Carnegie (Vid dagens vagnhall)
- 1926 Förlängd från Getebergsäng till Elisedal.
- 1927 Förlängd från Majorna till Kungsladugård och Klintens Väg.
- 1936 Förlängd i Kungsladugård från Klintens Väg till Högsbogatan.
- Våren 1939 Linjen omdragen så den inte längre går via Mariatorget Karl-Johansgatan utan istället går via Godhemsgatan och Bangatan från Kungsladugård till Stigbergstorget.
- Hösten 1939 Den västra ändhållplatsen flyttas till Kungssten och linjen går nu Sannaplan - Mariaplan - Godhemsgaatn - Bangatan - Stigbergstorget i den västra änden.
- 1950 Förlängd i båda ändar så sträckan blir Kungssten - Krokslätt (Lana)
- 1952 Förlängs från Krokslätt till Mölndal.
- 1975 Förlängs från Kungssten till Saltholmen och ersätter linje 9.
- 2002 Linjen läggs om så den efter Brunnsparken går till Biskopsgården istället för Saltholmen. En ny linje 11 tar över sträckan Brunnsparken - Saltholmen.
- 2003 Linjen dras om igen så den fortsätter till Angered via snabbspåret efter Brunnsparken istället för Biskopsgården.